# The Box Set
The Box Set – album kompilacyjny amerykańskiej grupy rockowej Kiss składający się z 5 płyt CD z materiałami archiwalnymi zespołu (wersje live, dema, odrzuty). Został wydany w czerwcu 1996 roku.

## Utwory
Dysk 1:1966 – 1975
1. „Strutter” (wersja demo)
2. „Deuce” (wersja demo)
3. „Keep Me Waiting” (Wicked Lester)
4. „She” (Wicked Lester)
5. „Love Her All I Can” (Wicked Lester)
6. „Let Me Know” (wersja demo)
7. „100,000 Years” (wersja demo)
8. „Stop, Look to Listen” (demo Paul Stanley)
9. „Leeta” (demo Gene Simmons)
10. „Let Me Go, Rock N’ Roll” (demo)
11. „Acrobat” (koncertowe, 1974)
12. „Firehouse” (demo)
13. „Nothin' to Lose”
14. „Black Diamond”
15. „Hotter Than Hell”
16. „Strange Ways”
17. „Parasite”
18. „Goin’ Blind”
19. „Anything for My Baby”
20. „Ladies in Waiting”
21. „Rock and Roll All Nite”

Dysk 2: 1975 – 1977
1. „C’mon and Love Me” (wersja Alive!)
2. „Rock Bottom” (wersja Alive!)
3. „Cold Gin” (wersja Alive!)
4. „Watchin’ You” (wersja live!)
5. „Doncha Hesitate” (demo)
6. „Mad Dog” (demo)
7. „God of Thunder” (demo)
8. „Great Expectations”
9. „Beth”
10. „Do You Love Me?”
11. „Bad, Bad Lovin'” (demo)
12. „Calling Dr. Love”
13. „Mr. Speed” (demo)
14. „Christine Sixteen”
15. „Hard Luck Woman”
16. „Shock Me”
17. „I Stole Your Love”
18. „I Want You” (nagranie z próby dźwiękowej)
19. „Love Gun” (demo)
20. „Love Is Blind” (demo)

Dysk 3: 1976 – 1982
1. „Detroit Rock City” (wersja edytowana)
2. „King of the Night Time World” (wersja Alive II)
3. „Larger Than Life”
4. „Rocket Ride”
5. „Tonight You Belong to Me”
6. „New York Groove”
7. „Radioactive” (demo)
8. „Don’t You Let Me Down”
9. „I Was Made for Lovin’ You”
10. „Sure Know Something”
11. „Shandi”
12. „You’re All That I Want, You’re All That I Need” (demo)
13. „Talk to Me” (koncertowe)
14. „A World Without Heroes”
15. „The Oath”
16. „Nowhere to Run” (remiks z 1989)
17. „Creatures of the Night” (remiks z 1985)
18. „War Machine”
19. „I Love It Loud”

Dysk 4: 1983 – 1989
1. „Lick It Up”
2. „All Hell’s Breakin' Loose”
3. „Heaven’s on Fire”
4. „Get All You Can Take”
5. „Thrills in the Night”
6. „Tears Are Falling”
7. „Uh! All Night”
8. „Time Traveller” (demo)
9. „Hell or High Water”
10. „Crazy Crazy Nights”
11. „Reason to Live”
12. „Let’s Put the X in Sex”
13. „Hide Your Heart”
14. „Little Caesar” (demo z Little Caesar)
15. „Silver Spoon”
16. „Forever” (remiks)

Dysk 5: 1992 – 1999
1. „God Gave Rock ’n’ Roll to You II”
2. „Unholy” (wersja edytowana)
3. „Domino” (demo 1991)
4. „Every Time I Look at You”
5. „Comin’ Home” (koncertowe, „Unplugged” (ang. „bez prądu”))
6. „Got to Choose” (koncertowe, odrzucone z „Unplugged”)
7. „I Still Love You” (koncertowe, „Unplugged”)
8. „Nothin’ to Lose” (koncertowe, „Unplugged”)
9. „Childhood’s End” (z Outromental)
10. „I Will Be There”
11. „Psycho Circus” (wersja edytowana)
12. „Into the Void”
13. „Within” (wersja edytowana)
14. „I Pledge Allegiance to the State of Rock & Roll”
15. „Nothing Can Keep Me from You” (z filmu Detroit Rock City)
16. „It’s My Life” (wersja oryginalna)
17. „Shout It Out Loud” (koncertowe z 1996, z albumu Greatest Kiss)
18. „Rock and Roll All Nite” (niewydana wersja Alive IV)

## Notowania
Album – Billboard (Ameryka Północna)
| Rok  | Lista         | Pozycja |
| ---- | ------------- | ------- |
| 2001 | Billboard 200 | 128     |